# 2-й Гончарный переулок
Второ́й Гонча́рный переу́лок (до 1954 — 4-й Гончарный переулок) — улица в центре Москвы в Таганском районе между Гончарным проездом и Гончарной набережной.

## История
Гончарные переулки, как и Гончарная улица, получили своё название в XIX веке по дворцовой Гончарной слободе, располагавшейся на левобережье реки Яуза (близ её устья). C XVI века здесь селились гончары, изготовлявшие керамическую посуду, глиняные игрушки и изразцы. Ранее — 4-й Гончарный переулок. В 1954 году при реконструкции района стал 2-м Гончарным.

## Описание

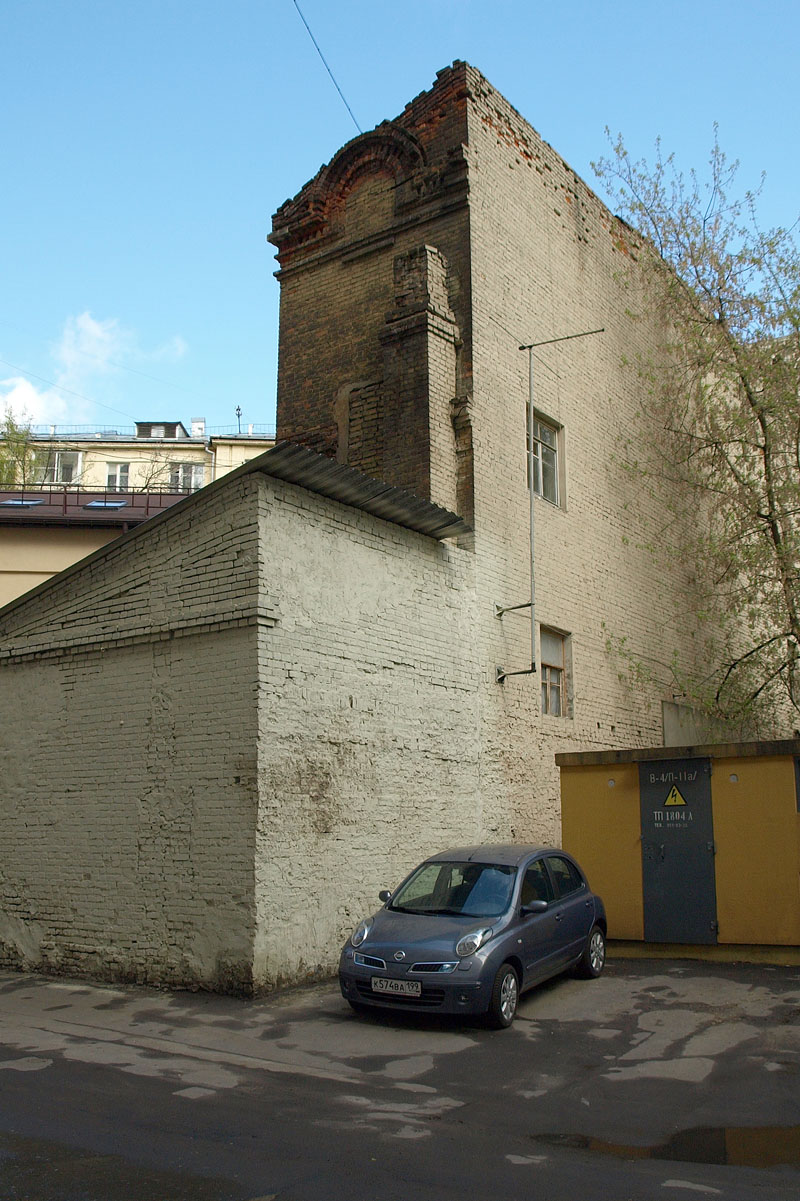
2-й Гончарный.

2-й Гончарный переулок в настоящее время стал внутридворовым проездом недалеко от Гончарной набережной. Он начинается во дворе дома 6 по Гончарному проезду, проходит на северо-запад, затем петляет между домами и выходит к набережной с юга от здания МДМ-Банка.

## Здания и сооружения
По нечётной стороне:
- № 3 — Институт управления и бизнеса.

По чётной стороне:
- № 6, строение 4 — Гипромонтажиндустрия.